# Bhadrak
Bhadrak là một thành phố và khu đô thị của quận Bhadrak thuộc bang Orissa, Ấn Độ.

## Nhân khẩu
Theo điều tra dân số năm 2001 của Ấn Độ, Bhadrak có dân số 92.397 người. Phái nam chiếm 52% tổng số dân và phái nữ chiếm 48%. Bhadrak có tỷ lệ 65% biết đọc biết viết, cao hơn tỷ lệ trung bình toàn quốc là 59,5%: tỷ lệ cho phái nam là 71%, và tỷ lệ cho phái nữ là 58%. Tại Bhadrak, 13% dân số nhỏ hơn 6 tuổi.